# Wizard (groupe)
Pour les articles homonymes, voir Wizard.
Wizard est un groupe de power metal allemand. Il est formé en 1989 par le batteur Sören van Heek. Le groupe est souvent défini comme « la réponse allemande à Manowar ». Les paroles sont similaires, elles traitent souvent de batailles, de metal, de guerre, d'épées... (à l'exception de l'album Odin, qui est un album-concept sur la mythologie scandinave). Wizard joue bien plus rapidement que Manowar et a un chanteur plus aigu. 

## Biographie

### Débuts
Snoppi joue seul de la batterie depuis 1987. Ensemble avec Michael Maaß, ils répètent dans le sous-sol de la maison de ses parents ; le nom de leur groupe, Wizard, s'inspirera d'un jeu vidéo. Le groupe commence à jouer du heavy metal traditionnel avec des influences de speed metal. En 1991, et par ses propres moyens, le groupe enregistre sa première démo Legion of Doom qu'il distribue de lui-même en format cassette audio. En 1993, ils sont rejoints par le guitariste Sascha Visser et le bassiste Christian Müller. En 1995, le premier album du groupe, intitulé Son of Darkness est enregistré, produit et édité en 1 000 exemplaires. L'album est bien accueilli lors d'entrevues et par la presse spécialisée comme United Forces, qui lui attribue une note de 78 %).
Ils signent un contrat d'enregistrement avec le label B.O. Records en 1998, et publient un troisième album intitulé Bound by Metal, enregistré au Studio Mohrmann à Bochum. Cependant, les problèmes de santé du guitariste Michael Maass retarderont les enregistrements de l'album qui sera repoussé en 1999. Avec cet album, le groupe parvient à faire une percée dans la scène metal underground (United Forces lui attribuant 100 %, et Rock Hard lui donnant 7,5 sur 10) avec 5 000 exemplaires vendus au cours des quatre premières semaines après publication. Cependant, plusieurs tournées et spectacles prévus ne s'effectuent pas. B.O. Records ne renouvellera pas leur contrat.

### Limb Music
Le succès engendré par le dernier album du groupe mène ce dernier à signer un contrat d'enregistrement avec label Limb Music Products (LMP) en 2000, auquel il commence à enregistrer son quatrième album Head of the Deceiver aux Black Solaris Studios d'Uwe Lulis en 2001. L'album atteint un bon chiffre de ventes plus élevées que son prédécesseur, et est bien accueilli par la presse spécialisée (Rock Hard attribuant un 8 sur 10, et Metal Hammer un 6 sur 7). En 2002, Wizard participe au Wacken Open Air, et au festival Bang Your Head !!!. En 2003, le guitariste d'origine Michael Maass quitte le groupe pour des raisons de santé. Ils trouveront leur nouveau guitariste Dano Boland début 2004. La même année, ils participent au festival Keep It True.

### Massacre Records
En 2006, après quatre albums, le groupe quitte le label Limb Music et signe avec Massacre Records avec un nouvel album en préparation qui sera produit le 27 janvier 2007, et intitulé Goochan. Le 18 mai 2007, Michael Maass revient dans le groupe après un arrêt de quatre ans. Wizard participe au Magic Circle Festival en 2009.
Le 25 mars 2011, Wizard publie l'album ...of Wariwulfs and Bluotvarwes. Il s'agit d'un album-concept par la trilogie par Hagen von Stein de l'auteur André Wiesler.

## Membres
- Sven D'Anna - chant (depuis 1989)
- Dano Boland - guitare (depuis 2004)
- Michael Maass - guitare (1989-2003, depuis 2007)
- Volker Leson - basse (depuis 1989)
- Sören van Heek (Snoppi) - batterie (depuis 1989)

## Discographie
- 1995 : Son of Darkness
- 1997 : Battle of Metal
- 1999 : Bound by Metal
- 2001 : Head of the Deceiver
- 2003 : Odin
- 2005 : Magic Circle
- 2007 : Goochan
- 2009 : Thor
- 2011 : ...of Wariwulfs and Bluotvarwes
- 2013 : Trail of death
- 2017 : Fallen kings